# Куриа (народ)

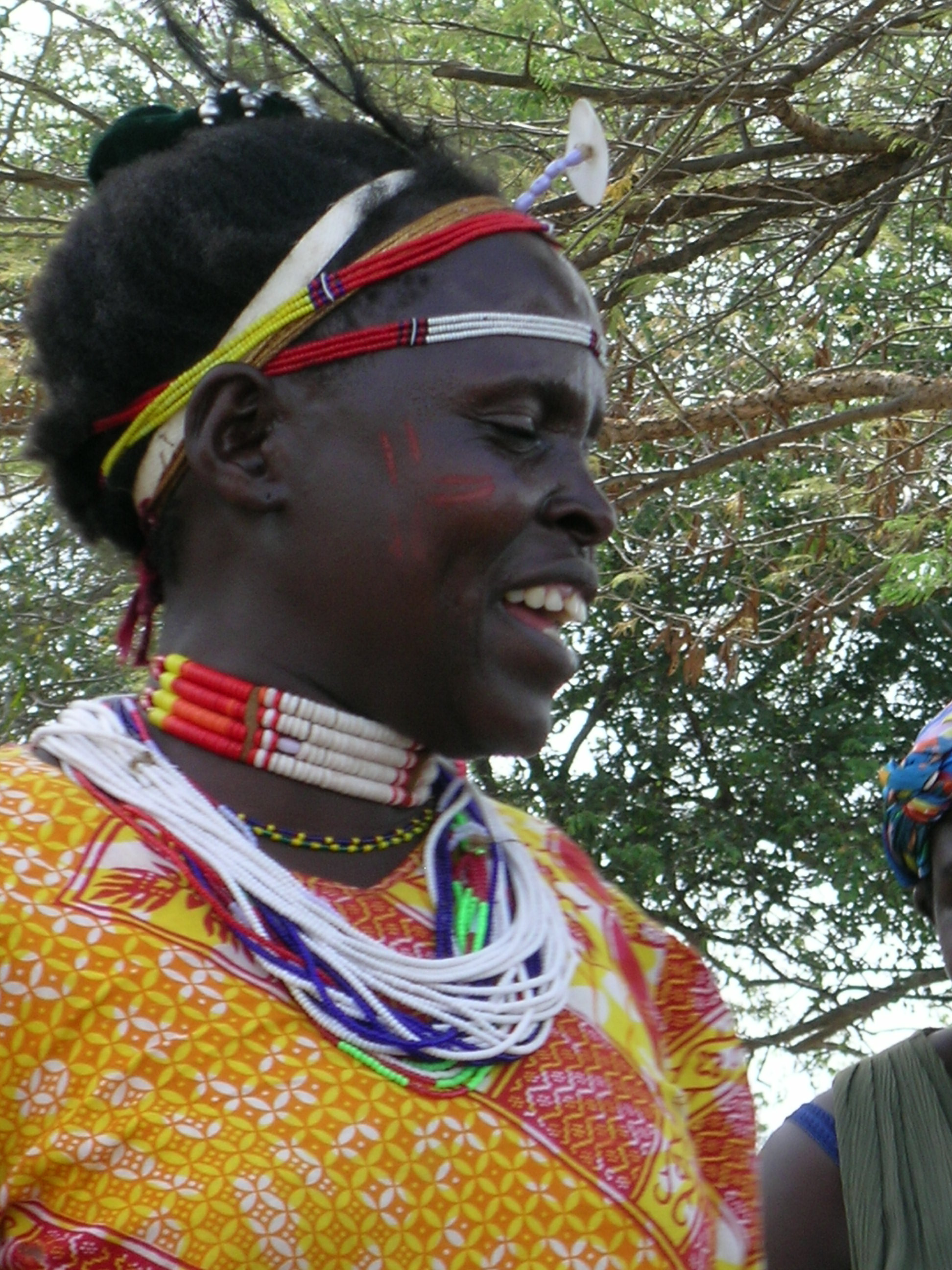

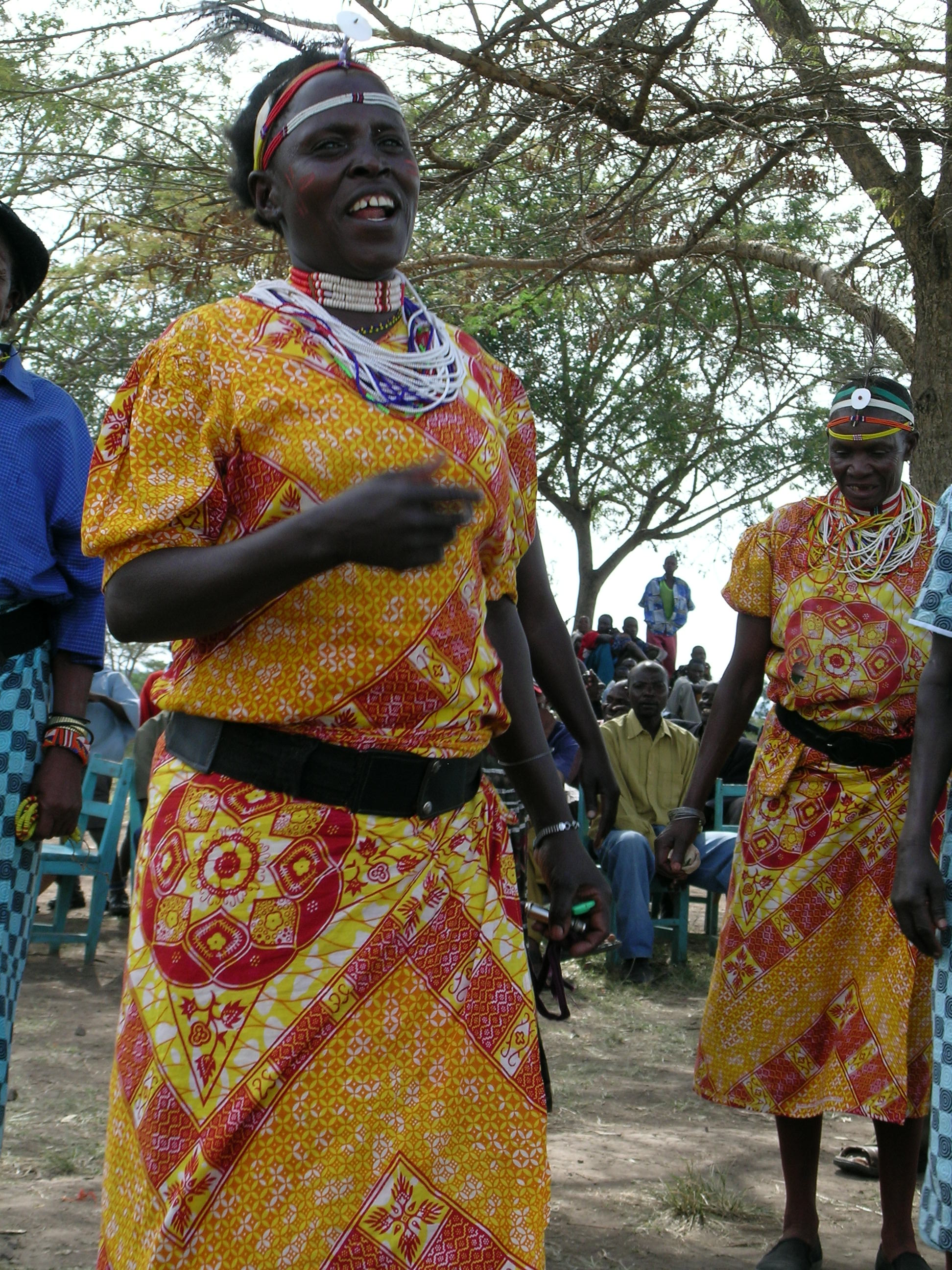

Ку́риа — народ, проживающий на территории северной Танзании и юге Кении. Общая численность составляет 604 000 человек. Входит в этническую группу банту. Языком куриа является игикуриа (Левин, 1963).
По вероисповеданию куриа в основном — католики, а часть — приверженцы христианско-африканской церкви Легия Мария.

## История
В XV—XVI вв. предки куриа стали заселять территории озера Виктория, придя из Центральной Африки. Позже разделились на северных и южных. К северным относились современные лухья, а к южным современные гусии и куриа (Андрианов, 1999).

## Семья
Развита система половозрастных браков. Поселения на территории очень компактны. Жилища имеют суданский тип: круглые, со стенами из плетёного каркаса, обмазанного глиной, и конической крышей из травы или пальмовых листьев, делятся циновками на жилую часть, кухню и помещение для молодняка. Мужчины носят одежду европейского типа, а девушки носят платья ярких оттенков (Шпажников, 1980).

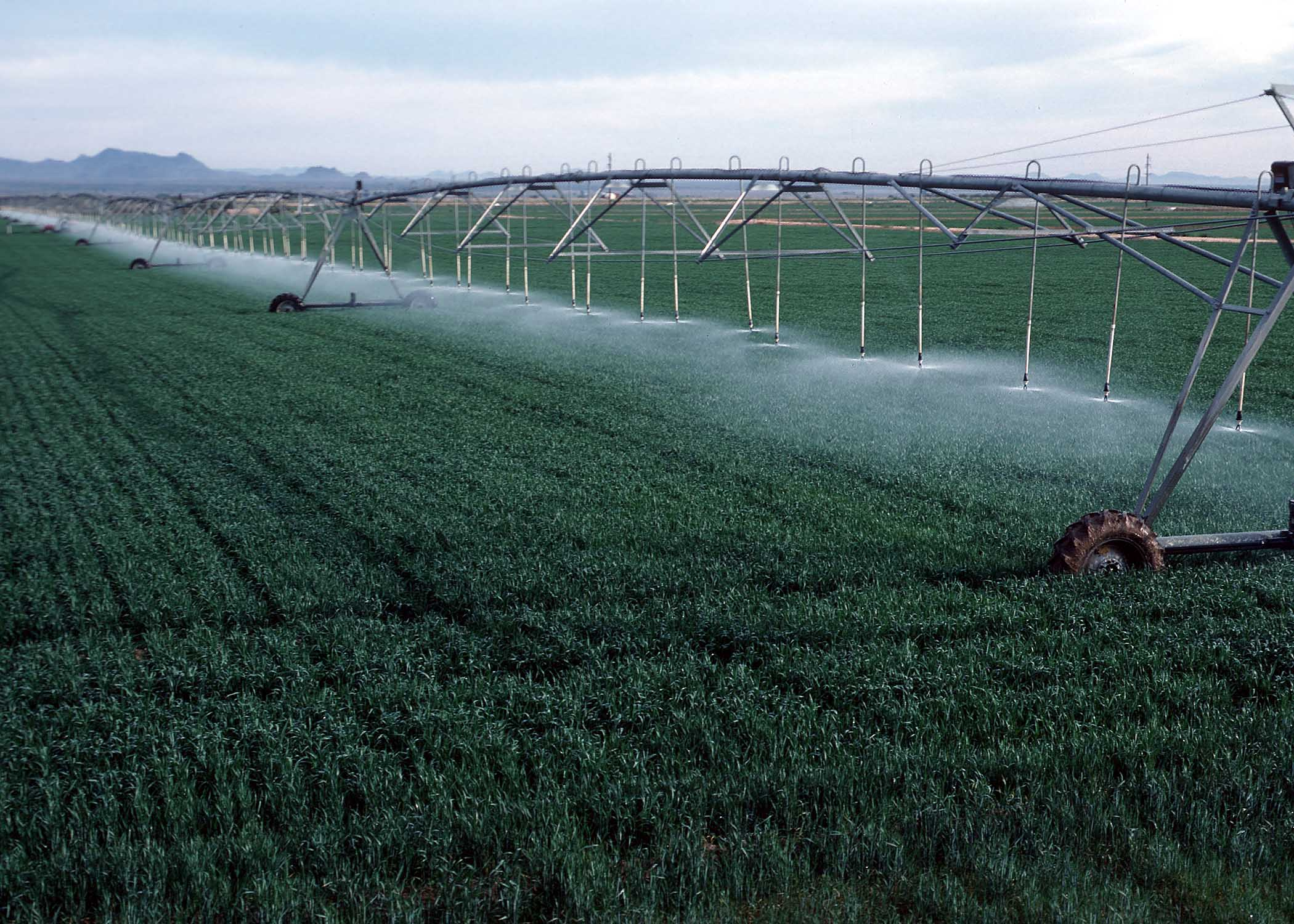
оросительная установка в действии

## Традиционные занятия
Куриа занимается тропическим земледелием, сооружая оросительные каналы, так же хорошо развито скотоводство. У берегов озера Виктория преобладает рыболовство.

## Традиционная пища
В своем рационе куриа предпочитает зерновые культуры, острые приправы, каши, похлебки, а также фрукты и рыбу.